# 동부 전선 (남북 전쟁)
남북 전쟁 동부 전선(Eastern Theater of the American Civil War)는 미국 동부와 대서양 해안에서 북군과 남군이 격돌한 전선이다. 전쟁의 전체 기간(1861년~1865년) 동안, 주요 전쟁터가 되었다.

## 개요
동부 전선의 전쟁터는 버지니아, 웨스트버지니아, 메릴랜드와 펜실베이니아이며, 콜럼비아 특별 행정구 및 해안 요새와 노스캐롤라이나의 항구도 포함된다. (남북 캐롤라이나 주 내륙에서는 1865년에 전투가 있었지만, 이들은 서부 전선에 포함된다.)
동부 전선은 남북 전쟁의 경과 속에서 일반적으로 이름이 알려진 작전 구역이 포함되어 있다. 이것은 그 전략적 중요성뿐만 아니라 인구 집중 지역에 가까운 큰 신문의 발행소가 대립하는 양군의 주요 도시가 있었기 때문이다. 실제로 북부의 수도인 워싱턴 DC와 남부의 수도인 리치먼드는 모두 동부에 위치했고, 160km  정도 밖에 떨어져 있지 않다. 넓은 미국에서 이것은 코 내밀면 닿을 정도의 거리였으며, 워싱턴 DC에 이르러서는 눈앞을 흐르는 포토맥 강을 넘어 가면 그곳은 적지(버지니아)였다. 결과적으로 양군의 수도 공방전이 여러 번 일어났으며, 많은 사람들의 기억에 남게 되었다.(또한 양 군에서도 동부를 차지하는 쪽이 서부에서 원정을 하는 것보다 영광이라고 생각하였다.) 남북부  사람들을 모두 미합중국의 명장으로 유명한 로버트 E. 리 장군이 지휘하는 남부 북버지니아 군과 그 명장에 대항하기 위해 링컨 대통령이 차례로 지휘관을 바꾼 북부의 포토맥 군 사이의 장엄한 전투를 상상해 왔다. 남북 전쟁 중 가장 피가 많이 흘렀던 전투(게티스버그 전투)와 하룻동안 가장 많은 피를 흘렸던 앤티텀 전투도 이 전선에서 생긴 일이었다. 남군을 공략하기 위해서는 서부 전선이 전략적으로 더 중요하다는 논란을 이어 왔지만, 1865년 애퍼매턱스 청사에서 리가 항복을 함으로써 전쟁이 실질적으로 끝나면서, 그러한 주장이 설득력을 잃었다.
전선은 애팔래치아산맥과 대서양 사이에 끼어 있었다. 전투의 대부분은 워싱턴과 리치먼드 사이의 지역에서 이루어졌다. 이 지역에서는 많은 강이 서쪽에서 동쪽으로 흐르고 있어서, 북군에게 접근 경로와 통신에 장애가 되고 있었으므로, 남군의 수비에는 안성맞춤이었다. 이것은 서부 전선의 초기와는 완전히 다른, 북군은 수송로로 당시의 주요 도로에만 의존하고 있었으므로, 양군 모두 겨울의 작전에 제한이 있었다. 북군의 장점은 바다나 주요 하천을 장악한 것이었으며, 바다 가까이 주둔한 군대의 강화와 보급을 쉽사리 하는 점이었다.

## 같이 보기
- 서부 전선: 앨라배마주, 조지아주, 미시시피주, 노스캐롤라이나주, 사우스캐롤라이나주, 켄터키주, 테네시주 및 미시시피강 동부의 루이지애나주에서 벌어진 전선
- 셸비 푸트
- J. F. C. 풀러
- 율리시스 S. 그랜트